# Pontifikalhandskar

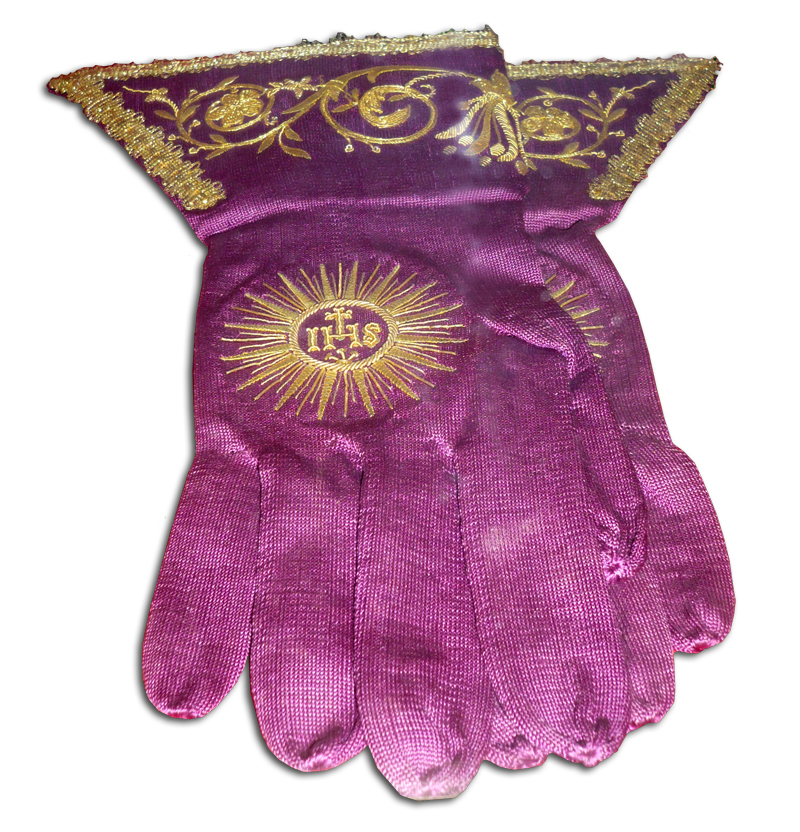
Pontifikalhandskar i violett färg.

Pontifikalhandskar (av latinets pontificalis, "översteprästerlig") är broderade handskar som hörde till biskopsskruden. Handskarna överlämnades vid biskopsvigningen och bars endast vid högtidliga tillfällen.